# Савичева, Нина Григорьевна
Нина Григорьевна Савичева (1 февраля 1948 — 14 октября 2007) — советский и российский композитор, музыкант, музыкальный редактор мультипликационных фильмов.

## Биография
Родилась 1 февраля 1948 года.
В 1968—1969 работала учителем пения в школе.
В 1969—1974 училась в Российской Академии музыки им. Глинки.
В 1969—1970 — концертмейстер в Ансамбле им. Локтева.
В 1970—1979 преподавала в Московской консерватории.
В 1979 году пришла работать главным музыкальным редактором на киностудии «Союзмультфильм». 17 лет отдала этой работе. 
В 1996 году ушла с должности музыкального редактора «Союзмультфильма».
Никогда не прекращала работу как композитор и музыкант. 
Работала с режиссёрами А. Р. Давыдовым, С. А. Олифиренко, В. Г. Арбековым, Н. Е. Головановой и другими.
Умерла 14 октября 2007 года.

## Избранная фильмография

### Композитор
- 1982 — «Про деда, бабу и курочку Рябу»
- 1983 — «Неудачники»
- 1984 — «А что ты умеешь?»
- 1984 — «Тяп-ляп, маляры»
- 1985 — «Дереза»
- 1986 — «Дело поручается детективу Тедди. Дело № 002. Космическая загадка»
- 1988 — «Три лягушонка (Выпуск 2)»
- 1989 — «Два богатыря»
- 1989 — «Второе Я»
- 1991 — «Мисс Новый год»
- 1992 — «Глаша и Кикимора»
- 1994 — «Земляника под снегом»
- 1995 —  «Три связки соломы»
- «Весёлая карусель»:

1980 — «Погоня» | Выпуск 11-й
1983 — «Сто пуговиц» | Выпуск 13-й
1983 — «Лягушонок» | Выпуск 14-й
1988 — «Качели» | Выпуск 19-й
1990 — «Барашек» | Выпуск 20-й
1990 — «Стихи с бегемотом» | Выпуск 21-й
1995 — «Теремок» | Выпуск 29-й

### Музыкальный редактор
- 1979 — «Про щенка»
- 1980 — «Ещё раз про квартет»
- 1981 — «Мария, Мирабела»
- 1986 — 1987 — «Приключения пингвинёнка Лоло»

### Вокальные партии
- 1984 — «Сказка о царе Салтане»
- 1986 — «Чудеса техники» (в титрах не указана)